# Tjasker Nij Beets
De Tjasker Nij Beets is een poldermolen in het Friese dorp Nij Beets, dat in de Nederlandse gemeente Opsterland ligt.
De Tjasker Nij Beets werd in 2002 gebouwd. Het is een paaltjasker, die deel uitmaakt van het veenderij-openluchtmuseum It Damshûs in Nij Beets. De poldermolen speelt daar een rol in het regelen van het waterpeil van het tot het museum behorende petgat. De tjasker is een gemeentelijk monument en is te bezichtigen wanneer het museum geopend is.